# Familie Goethe in Schäfertracht

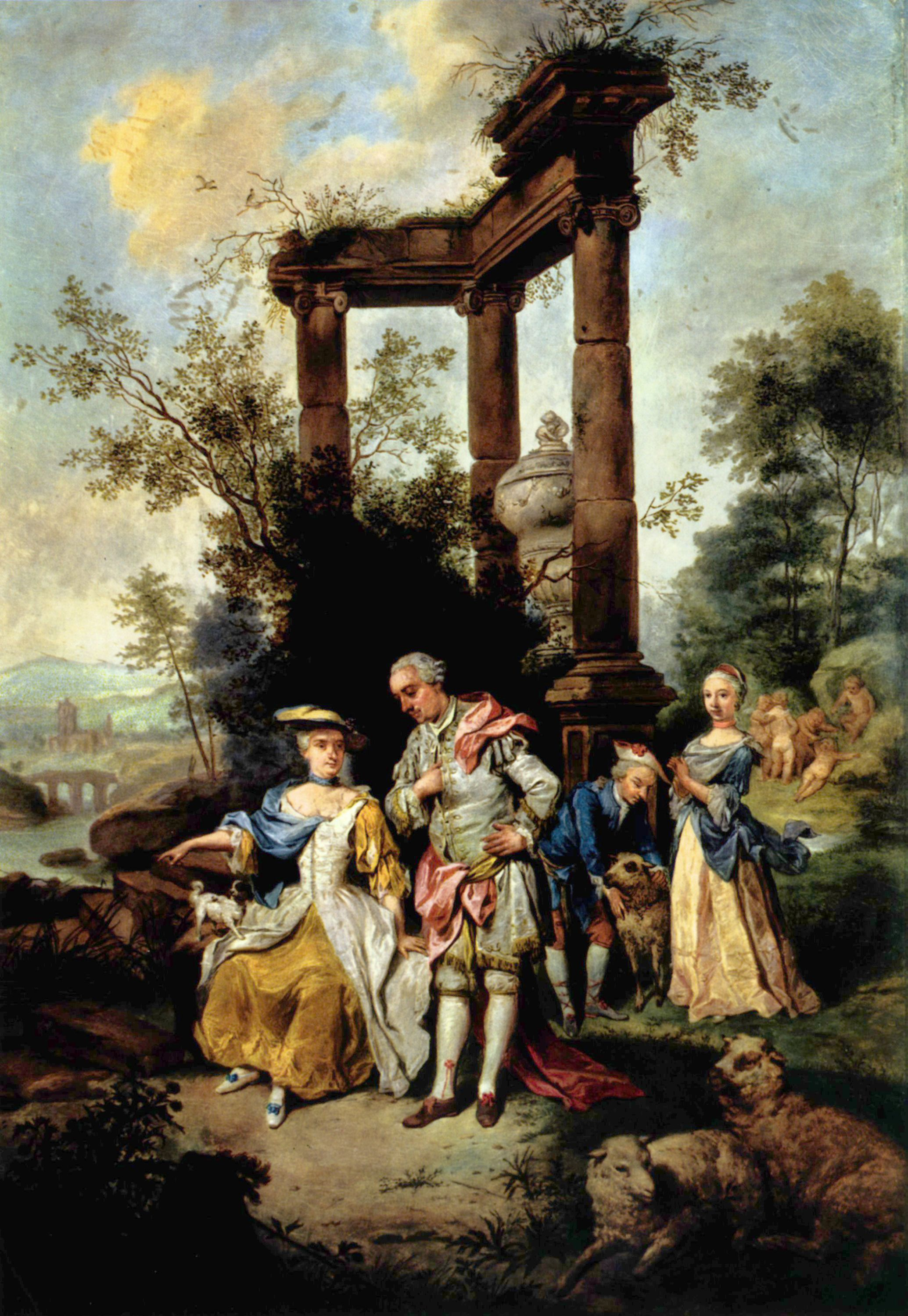
Familie Goethe in Schäfertracht auf einem Gemälde von Johann Conrad Seekatz (1762)

Familie Goethe in Schäfertracht ist ein 1762 entstandenes Gemälde von Johann Conrad Seekatz.

## Entstehungshintergrund
Auftraggeber war Johann Caspar Goethe selbst. Er hatte Seekatz  60 Gulden dafür bezahlt.
Die berühmte Italienische Reise Johann Wolfgang von Goethes war wohl die berühmteste und längste eines Goethe gewesen. Aber sein Vater Johann Caspar Goethe hatte bereits 1739/1740 eine solche unternommen. Auch er schrieb ein Reisetagebuch, in italienischer Sprache: Viaggio per l’Italia. Es ist die erste deutsche Reisebeschreibung Italiens in italienischer Sprache eines deutschen Italientouristen. Als Goethe 13 Jahre alt war, ließ Johann Caspar Goethe das Bild malen. Es war also nicht so, dass die gesamte Familie Goethe dort wirklich gewesen ist. Im ersten Buch von Aus meinem Leben. Dichtung und Wahrheit erwähnt Goethe die Italienreise seines Vaters. Seekatz selbst fand darin Eingang.

## Beschreibung
Das 75 × 50 cm große Gemälde in Öl auf Holz befindet sich im Goethe-Nationalmuseum (Weimar). Eine Kopie davon befindet sich im Hochstift in Frankfurt am Main. Die Darstellung ist noch dem Rokoko verhaftet. Eine Entwurfszeichnung hat sich bei der Klassik Stiftung Weimar erhalten unter der Inventar-Nummer GHz/Sch.I.323,1025.
Goethe und seine Schwester Cornelia spielen vor einer antiken Ruine mit einer zwischen den Säulen aufgestellten Urne, gewissermaßen als memento mori mit Schafen, während ihrer Eltern den Vordergrund ausmachen. Von links nach rechts sind dargestellt Catharina Elisabeth Goethe, Johann Caspar Goethe, Johann Wolfgang Goethe und Cornelia Goethe. Im Vordergrund am rechten Bildrand ruhen zwei Schafe. An einer weiteren Urne rechts neben der Ruine liegen und stehen fünf Engel – eher Putti –, welche die sehr früh verstorbenen Kinder als Genien darstellen sollen. Die Landschaft mit der Säule ist keine reale, sondern eine idealisierte.